# Jonathan Brown (Ruderer)
Jonathan „Jon“ W. Brown (* 28. November 1968 in New York City) ist ein ehemaliger US-amerikanischer Ruderer.
Er belegte bei den Olympischen Sommerspielen 1996 den 5. Platz im Achter der Männer mit dem Team der Vereinigten Staaten. Er gewann auch zwei Bronzemedaillen (1993, 1995) und eine Goldmedaille (1994) im Achter bei Weltmeisterschaften.
Bei den Panamerikanischen Spielen 1991 gewann er mit dem Achter die Silbermedaille. Vier Jahre später siegte er bei den Panamerikanischen Spielen 1995 sowohl im Vierer ohne Steuermann als auch im Achter. Bei den Panamerikanischen Spielen 1999 gewann er noch einmal Silber im Vierer ohne Steuermann.
Jon Brown ruderte an der Boston University, wo er 1991 graduierte. Er war der erste Absolvent seiner Universität, der in einem Olympiafinale im Achter antrat. Im Jahr 2000 wurde er in die Hall of Fame der Boston University Athletics aufgenommen.